# La Gorgone (corvette)
La Gorgone est une corvette à roues, un bâtiment militaire qui fit naufrage le 19 décembre 1869 sur le phare des Pierres Noires.

## Description
La Gorgone est une corvette à roues (propulsé par des roues à aubes, mais navire mixte aussi gréé en goélette à hunier), un bâtiment militaire construit entre 1846 et 1848 et entré en service en septembre 1854. Le bateau participa notamment à la guerre de Crimée sous le commandement d'Eugène Mage. Le navire fut partiellement rénové en 1867, le gréement étant alors rénové à Cherbourg pour soutenir la propulsion mécanique.
L'équipage prévu était de 120 hommes (même si 93 seulement étaient à bord lors du naufrage).

## Le naufrage
Venant de La Corogne (le bateau avait participé à une mission de protection sur les côtes espagnoles), La Gorgone doit faire face à une forte tempête dans la nuit du 18 au 19 décembre 1869 dans le golfe de Gascogne et, victime d'une avarie, se perdit corps et biens au large de la pointe Saint-Mathieu, s'échouant sur les Pierres Noires. Le navire fut rapidement disloqué, les 93 membres de l'équipage furent noyés et leurs corps rejetés par la mer furent recueillis sur la côte les semaines suivantes.
La cause du naufrage fut dans un premier temps attribuée à une erreur de navigation mais les antécédents techniques du navire donneraient plutôt à penser que le commandant Mage, confronté à une nouvelle défaillance de sa machine, aurait tenté malgré le temps et le peu de manœuvrabilité sous voiles de son bâtiment, de rejoindre Brest, sans y parvenir.

## L'épave
Les restes de l'épave ont été retrouvés en 1990 au pied d’une roche dans le sud des récifs des Pierres Noires.